# Taux de l’échéance constante
Pour les articles homonymes, voir TEC.
Le taux de l’échéance constante, souvent abrégé en TEC est un indice de taux variable. Le TECn est le taux actuariel d'une valeur du Trésor fictive dont la maturité serait, en permanence, égale à n années.

## Origine
Le Comité de Normalisation Obligataire (CNO) propose un nouvel indice de taux variable : le taux de l'Échéance Constante (TEC). Le droit d'utilisation du TEC est régi par un contrat de licence pour les émissions obligataires. Le TEC représente une étape importante pour le marché obligataire. Toutes les indexations précédentes, outre certains défauts conceptuels, avaient surtout celui d’apparaître très « exotiques » aux investisseurs non-résidents. Le TEC résulte de l’adoption de normes déjà connues sur les marchés anglo-saxons sous la forme des « CONSTANT MATURITY TREASURY » et des « CONSTANT MATURITY SWAP ».

## Construction d'un TEC
Il s'obtient par interpolation linéaire des taux de rendements actuariels des deux valeurs du Trésor qui encadrent au plus près la maturité "n années".

## Publication
Le TEC10 est publié tous les jours ouvrés aux environs de 15h, les informations nécessaires à son calcul étant fournies par les Spécialistes en Valeur du Trésor (SVT) sur la base de leurs cotations à 10 heures.
Le CNO a déjà édité les notes techniques relatives au TEC2, TEC5, TEC7, TEC10 et TEC20. En pratique, seul le TEC10 est publié et utilisé, depuis le 9 avril 1996. Tous les jours ouvrés, les établissements SVT et CVT transmettent au CNO les prix de milieu de fourchette des deux OAT de référence qui encadrent au plus près la maturité 10 ans. Par interpolation, on obtient le taux de l’obligation fictive à 10 ans.